# 加奇薩蘭唐人街
加奇萨兰唐人街 （波斯语: محله ی  چینی ها） 位于伊朗加奇萨兰市中心。大约300米长，占据繁华街道。尽管并没有中国人在此居住，仍是当地最拥挤的地区之一，尤其是日落时。这栋建筑是中国和伊斯兰建筑风格的混合。经营着众多的奢侈购物中心，商店，饭店以及夜店和酒吧，旅客和当地人频繁出入这里。

## 历史
尽管之前关于唐人街的信息比较稀缺，直到2000年左右，这里都不是人口密集区域。2001年，随着伊朗和中国的外交接触增加，加奇萨兰唐人街被视为是一处展示中国文化和建筑的橱窗。和其他地区唐人街不同，唐人街建设团队混合了中国和伊斯兰的设计建筑家。
2003年5月完成设计，经过3年的建设，中途由于赞助商的缺失使得工程进展缓慢。 当四分之一建筑完工后，许多新来私人赞助商希望把此处打造成贸易中心。结果就是，发展战略发生变化，以中国为主题的摩天大楼建成，代替了纯粹的中国传统风格的商店林立。